# Ladies in Black
Ladies in Black è un film del 2018 diretto da Bruce Beresford.
Il soggetto della pellicola, di produzione australiana, è tratto dall'omonimo romanzo di Madeleine St John. Il film è stato distribuito nei cinema dal 20 settembre 2018.

## Trama

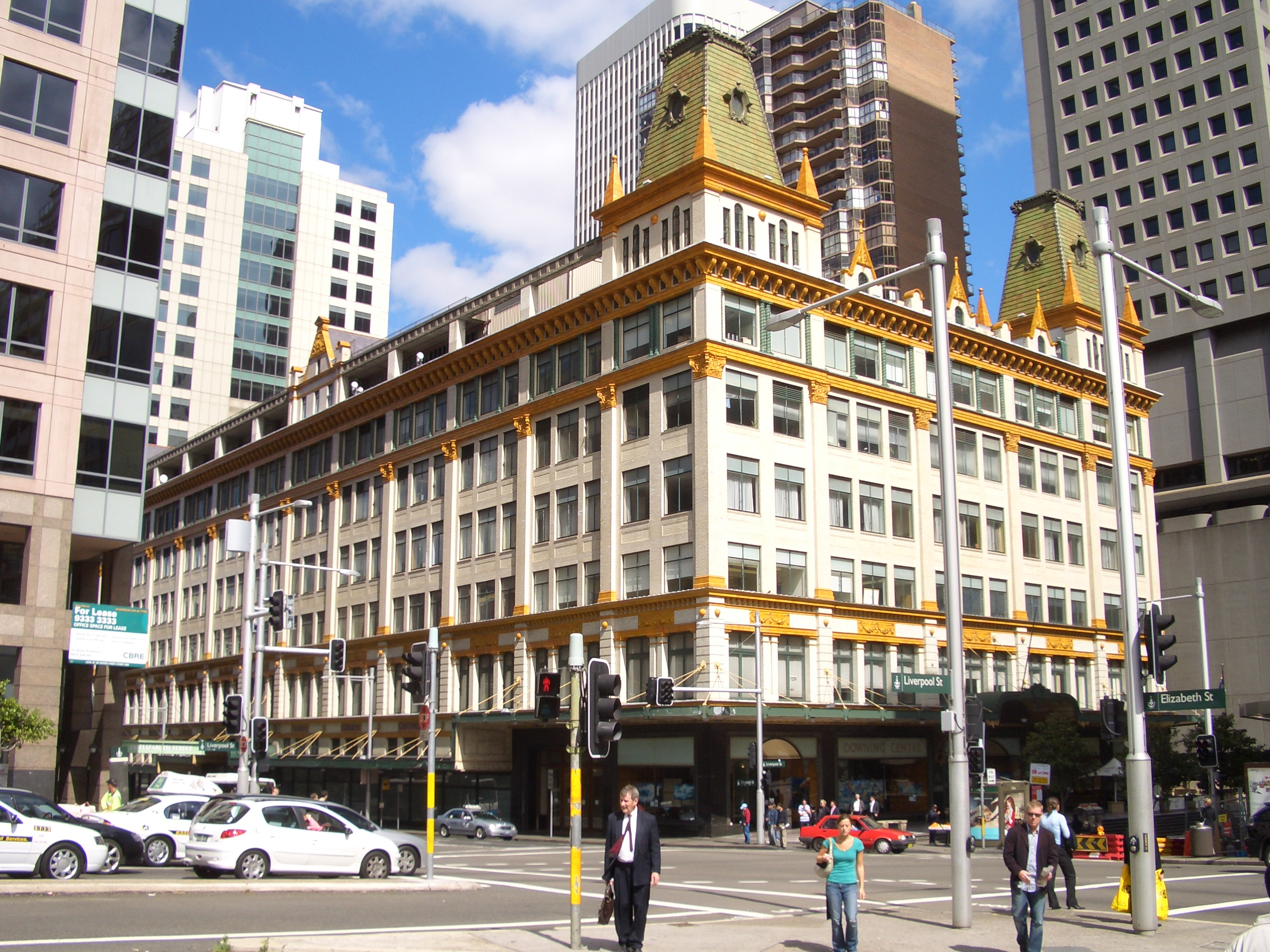
L'esterno dell'ex Mark Foy's Store, attualmente denominato Downing Centre, utilizzato come grande magazzino "Goode's",

Sydney, Natale 1959. Lisa viene assunta come nuova assistente nel grande magazzino Goode's. Qui fa amicizia con Fay, inizialmente diffidente nei confronti degli immigrati, Patty, che cerca maggiore attenzione da parte del marito, e Magda, immigrata dalla Slovenia che la presenta agli altri suoi amici europei. Grazie a loro aprirà gli occhi su alcuni aspetti della vita.

## Produzione
Lo scrittore e regista Bruce Beresford ha lavorato vent'anni per riuscire a vedere realizzato questo film. Beresford era amico della scrittrice Madeleine St John, autrice del romanzo da cui il film è tratto, e fin dalla prima pubblicazione del libro aveva promesso che un giorno avrebbe realizzato un suo adattamento per il cinema. Nell'ottobre 2017 venne annunciato il cast del film, le cui riprese cominciarono nello stesso mese a Sydney, Australia.

## Accoglienza

### Incassi
Prima della distribuzione si pensava che Ladies in Black avrebbe avuto "un fine settimana di apertura considerevole ed una lunga serie sostenuta dal passaparola e dai ripetuti affari." Nel suo weekend di apertura, il film ha guadagnato in Australia 1.865.134 dollari, posizionandosi secondo dietro a Johnny English colpisce ancora.
Girato con un budget di 11 milioni di dollari, il film incassò in totale 9.326.154 dollari

### Critica
Ladies in Black ha ricevuto recensioni generalmente positive dalla critica. Sul sito di aggregazione di recensioni Rotten Tomatoes, il film ha una valutazione di approvazione dell'85% basata su 27 recensioni, con una valutazione media di 6,96/10.
Neil Young dell'Hollywood Reporter disse del film, "Ladies in Black indica con calma ma in modo efficace gli aspetti positivi di rado dell'immigrazione e dell'integrazione, e quindi merita attenzione ben oltre le sue coste native". Jake Wilson su The Sydney Morning Herald affermò che i dettagli del periodo "portano l'autorità dell'esperienza diretta". Il critico cinematografico australiano David Stratton, scrivendo per il The Australian, ha scritto "Ladies in Black può essere visto erroneamente come leggero; non lo è. Si riempie di sottotesto e sfumature e allo stesso tempo riesce a essere completamente divertente."

## Riconoscimenti
| Anno | Premio                        | Categoria                            | Ricevente          | Risultato       |
| ---- | ----------------------------- | ------------------------------------ | ------------------ | --------------- |
| 2018 | AACTA Awards                  | Miglior film                         | Sue Milliken       | Candidato/a     |
| 2018 | AACTA Awards                  | Miglior film                         | Allanah Zitserman  | Candidato/a     |
| 2018 | AACTA Awards                  | Miglior regista                      | Bruce Beresford    | Candidato/a     |
| 2018 | AACTA Awards                  | Migliore sceneggiatura non originale | Bruce Beresford    | Candidato/a     |
| 2018 | AACTA Awards                  | Migliore sceneggiatura non originale | Sue Milliken       | Candidato/a     |
| 2018 | AACTA Awards                  | Miglior attrice                      | Julia Ormond       | Candidato/a     |
| 2018 | AACTA Awards                  | Miglior attrice                      | Angourie Rice      | Vincitore/trice |
| 2018 | AACTA Awards                  | Miglior attrice non protagonista     | Noni Hazlehurst    | Candidato/a     |
| 2018 | AACTA Awards                  | Migliore fotografia                  | Peter James        | Candidato/a     |
| 2018 | AACTA Awards                  | Miglior montaggio                    | Mark Warner        | Candidato/a     |
| 2018 | AACTA Awards                  | Migliore colonna sonora              | Christopher Gordon | Vincitore/trice |
| 2018 | AACTA Awards                  | Migliori costumi                     | Wendy Cork         | Vincitore/trice |
| 2018 | AACTA Awards                  | Miglior trucco                       | Anna Gray          | Vincitore/trice |
| 2018 | AACTA Awards                  | Miglior trucco                       | Beth Halsted       | Vincitore/trice |
| 2018 | AACTA Awards                  | Miglior trucco                       | Jen Lamphee        | Vincitore/trice |
| 2018 | Asia Pacific Screen Awards    | Achievement in Directing             | Bruce Beresford    | Candidato/a     |
| 2018 | AFCA Award                    | Miglior attrice                      | Angourie Rice      | Vincitore/trice |
| 2018 | AFCA Award                    | Miglior film                         |                    | Candidato/a     |
| 2018 | AFCA Award                    | Miglior attore non protagonista      | Ryan Corr          | Candidato/a     |
| 2018 | AFCA Award                    | Miglior attrice                      | Julia Ormond       | Candidato/a     |
| 2018 | AFCA Award                    | Miglior regista                      | Bruce Beresford    | Candidato/a     |
| 2018 | AFCA Award                    | Migliore fotografia                  | Peter James        | Candidato/a     |
| 2018 | Australian Screen Music Award | Feature Film Score of the Year       | Christopher Gordon | Candidato/a     |
| 2019 | FCCA Award                    | Miglior attrice non protagonista     | Noni Hazlehurst    | Vincitore/trice |
| 2019 | FCCA Award                    | Miglior attrice                      | Angourie Rice      | Vincitore/trice |
| 2019 | FCCA Award                    | Migliore colonna sonora              | Christopher Gordon | Vincitore/trice |
| 2019 | FCCA Award                    | Miglior attrice                      | Julia Ormond       | Candidato/a     |
| 2019 | FCCA Award                    | Miglior regista                      | Bruce Beresford    | Candidato/a     |
| 2019 | FCCA Award                    | Migliore fotografia                  | Peter James        | Candidato/a     |
| 2019 | FCCA Award                    | Miglior montaggio                    | Mark Warner        | Candidato/a     |
| 2019 | FCCA Award                    | Migliore sceneggiatura               | Bruce Beresford    | Candidato/a     |
| 2019 | FCCA Award                    | Migliore sceneggiatura               | Sue Milliken       | Candidato/a     |
| 2019 | FCCA Award                    | Miglior film                         | Sue Milliken       | Candidato/a     |
| 2019 | FCCA Award                    | Miglior film                         | Allanah Zitserman  | Candidato/a     |